# Saison 20 d'Alerte Cobra
Chronologie
Saison 19 Saison 21
Cet article présente le guide des épisodes la vingtième saison de la série télévisée Alerte Cobra.

## Distribution

### Acteurs principaux
- Erdoğan Atalay : Sami Gerçan (inspecteur)
- René Steinke : Tom Kranich (inspecteur)

### Acteurs récurrents
- Charlotte Schwab : Anna Angalbert (chef de service)
- Martina Hill : Petra Schubert (secrétaire)
- Dietmar Huhn : Henri Granberger (brigadier)
- Gottfried Vollmer : Boris Bonrath (brigadier)
- Siggi H : Siggi Müller (brigadier)
- Niels Kurvin : Armand Freund (police scientifique)
- Kerstin Thielemann : Isolde Maria Schrankmann (procureure générale)
- Carina Wiese : Andréa Gerçan (femme de Sami)

## Diffusion
En Allemagne, la saison a été diffusée du 7 septembre 2006 au 16 novembre 2006, sur RTL Television.
En France, la saison a été diffusée du 10 décembre 2008 au 25 mars 2009 sur TMC. À noter que TMC diffusait aléatoirement les épisodes.

## Épisodes

### Épisode 1:Double jeu
- Allemagne : 7 septembre 2006 sur RTL Television
- France : 11 février 2009 sur TMC

### Épisode 2:L'enlèvement
- Allemagne : 7 septembre 2006 sur RTL Television
- France : 14 janvier 2009 sur TMC

### Épisode 3:La mort en face
- Allemagne : 14 septembre 2006 sur RTL Television
- France : 28 janvier 2009 sur TMC

### Épisode 4:Le choix de Laura
- Allemagne : 21 septembre 2006 sur RTL Television
- France : 18 mars 2009 sur TMC

### Épisode 5:Une question de conduite
- Allemagne : 28 septembre 2006 sur RTL Television
- France : 11 mars 2009 sur TMC

### Épisode 6:Entre amis
- Allemagne : 5 octobre 2006 sur RTL Television
- France : 25 mars 2009 sur TMC

### Épisode 7:Deuxième chance
- Allemagne : 12 octobre 2006 sur RTL Television
- France : 4 mars 2009 sur TMC

### Épisode 8:Tel père, tel fils
- Allemagne : 19 octobre 2006 sur RTL Television
- France : 10 décembre 2008 sur TMC

### Épisode 9:Parole tenue
- Allemagne : 26 octobre 2006 sur RTL Television
- France : 7 janvier 2009 sur TMC

### Épisode 10:Le dernier coup
- Allemagne : 2 novembre 2006 sur RTL Television
- France : 17 décembre 2008 sur TMC

Tom n'apparaît pas dans cet épisode, étant censé être en congé. 

### Épisode 11:L'as du volant
- Allemagne : 9 novembre 2006 sur RTL Television
- France : 7 janvier 2009 sur TMC

### Épisode 12:À cloche pied
- Allemagne : 16 novembre 2006 sur RTL Television
- France : 17 décembre 2008 sur TMC